# Bleptina
Bleptina is een geslacht van vlinders van de familie spinneruilen (Erebidae).

## Soorten
- B. acastusalis Walker, 1858
- B. actorisalis Walker, 1859
- B. albidiscalis Warren, 1889
- B. albivena Hampson
- B. albolinealis Leech, 1900
- B. albovenata Leech, 1900
- B. ambigua Leech, 1900
- B. araealis Hampson, 1901
- B. asbolaea Lower, 1903
- B. athusalis Schaus, 1916
- B. atymnusalis Walker, 1858
- B. baracoana Schaus, 1916
- B. bogesalis Walker, 1859
- B. caliginosa Wileman, 1911
- B. caradrinalis Guenée, 1854
- B. carlona Schaus, 1916
- B. ceruleosparsa Hampson
- B. clara Schaus, 1906
- B. clavalis Guenée, 1854
- B. confusalis Guenée, 1854
- B. contigua Leech, 1900
- B. cryptoleuca Prout, 1921
- B. curvilinea Leech, 1900
- B. dejecta Schaus, 1916
- B. descripta Leech, 1900
- B. diopis Hampson, 1904
- B. eminens Schaus, 1916
- B. fasciata Dognin, 1914
- B. flaviguttalis Barnes & McDunnough, 1912
- B. frontalis Walker, 1862
- B. homotypa Hampson
- B. infausta Schaus, 1913
- B. inferior Grote, 1872
- B. intractalis Walker, 1862
- B. jubitaria D. Jones
- B. lasaea Druce, 1901
- B. latona Schaus, 1916
- B. leucopis Hampson
- B. malia Druce, 1901
- B. medialis Smith

- B. menalcasalis Walker, 1858
- B. minimalis Barnes & McDunnough, 1912
- B. muricolor Schaus, 1916
- B. nigristigma Leech, 1900
- B. ningpoalis Leech, 1889
- B. niveigutta Schaus, 1916
- B. obscura Schaus, 1913
- B. ochracealis Moore, 1867
- B. olearos Dognin, 1914
- B. pallidipulla Holloway, 1976
- B. pantoea Turner, 1908
- B. parallela Leech, 1900
- B. pentheusalis Walker, 1858
- B. picta Pagenstecher, 1894
- B. pithosalis Walker, 1858
- B. pollesalis Walker, 1859
- B. propugnata Leech, 1900
- B. proxima Leech, 1900
- B. pudesta Schaus, 1916
- B. pulla Swinhoe, 1902
- B. quadripuncta Wileman, 1915
- B. rectilinea Leech, 1900
- B. retracta Hampson
- B. sangamonia Barnes & McDunnough, 1912
- B. sinuosa Leech, 1900
- B. sphaerula Swinhoe, 1902
- B. tenebrosa Mabille, 1900
- B. trimera Hampson
- B. tripartita Leech, 1900
- B. venata Leech, 1900
- B. vestitalis Leech, 1900
- B. vultura Schaus, 1916